# Музей метрополитена Токио
Музей метрополитена Токио (яп. 地下鉄博物館) — музей, посвященный истории токийского метрополитена, самой старой системы метро в Японии. Музей расположен на первом этаже станции Касай (район Эдогава). Музей открылся в 1986 году.
В помещениях музея реконструирована станция метро Уэно по состоянию на 1927 год (год открытия токийского метрополитена). Эта станция была конечной станцией пускового участка токийского метро (Уэно — Асакуса, ныне часть линии Гиндза).

## Коллекция и экспозиции
В коллекцию музея входят несколько вагонов метро
- Вагон № 1001, тип 1000
- Вагон № 301
- Вагон № 129 (частично, только передняя часть)

Вагон № 1001 был первым вагоном токийского метрополитена. Прототипом первых поездов метро Токио (тип 1000) выступали поезда метро Нью-Йорка.
Основные темы экспозиций музея — строительство метро, безопасность метро, технологии метро. Всего в музее семь отделов: история метро (её частью являются вагоны метро № 1001 и 301), строительство метро, безопасность метро, обслуживание пассажиров метро, устройство поездов метро, метро в Японии и в мире, тематическая детская игровая зона.

## Расположение
- Адрес — 6-3-1, Higashi-kasai, Edogawa-ku, Tokyo, 134-0084
- Музей расположен на первом этаже станции Касай

## Галерея

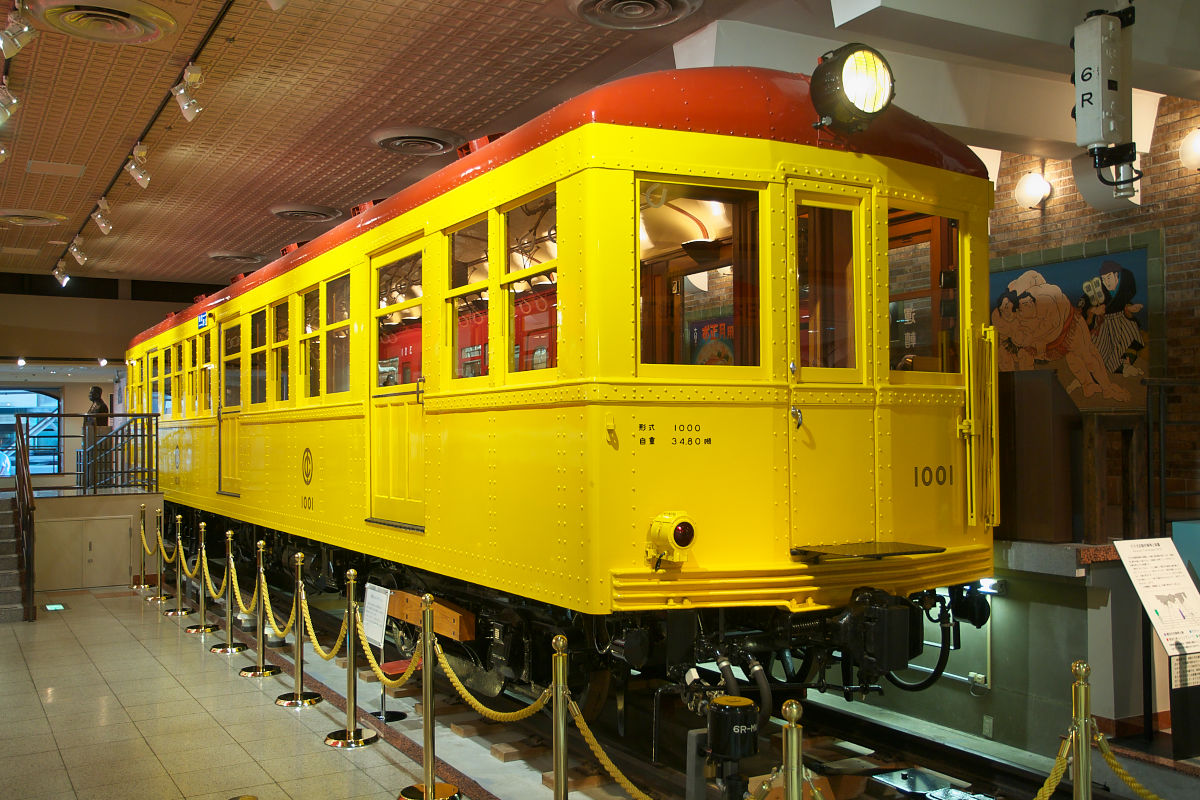
Вагон № 1001 - первый поезд метро Токио
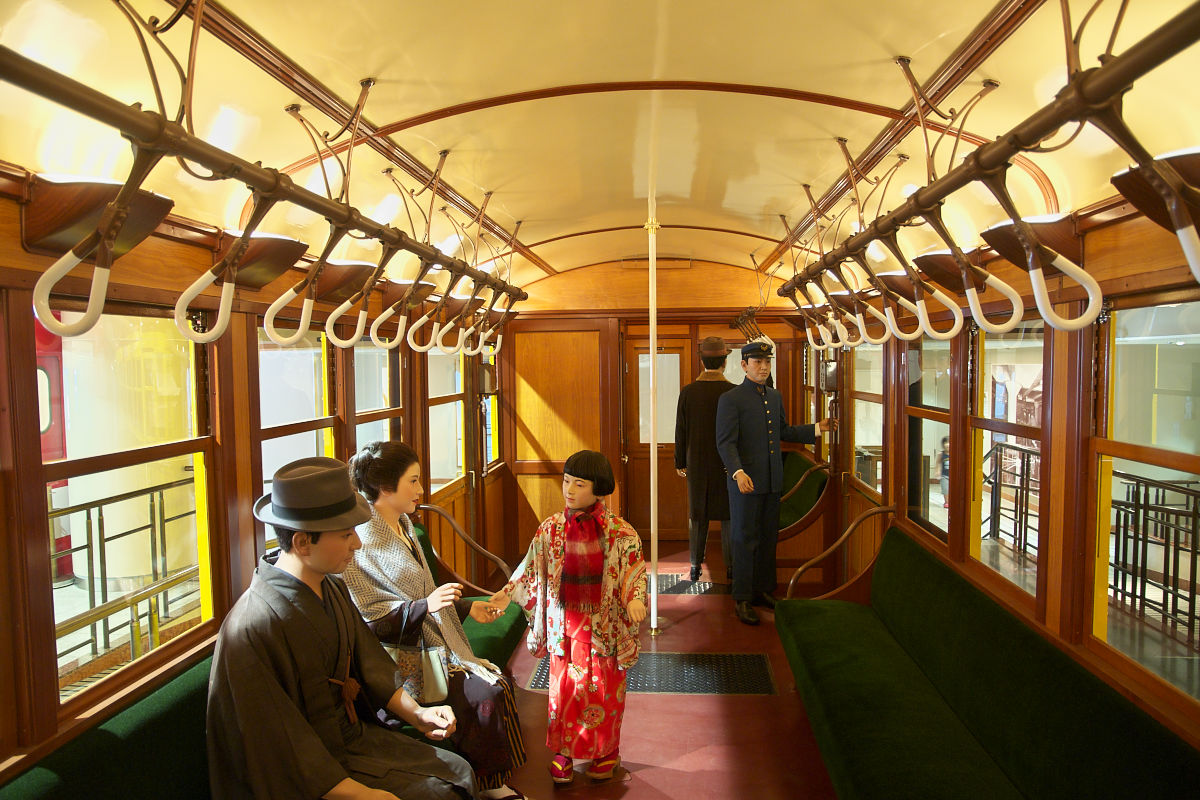
Интерьер вагона № 1001
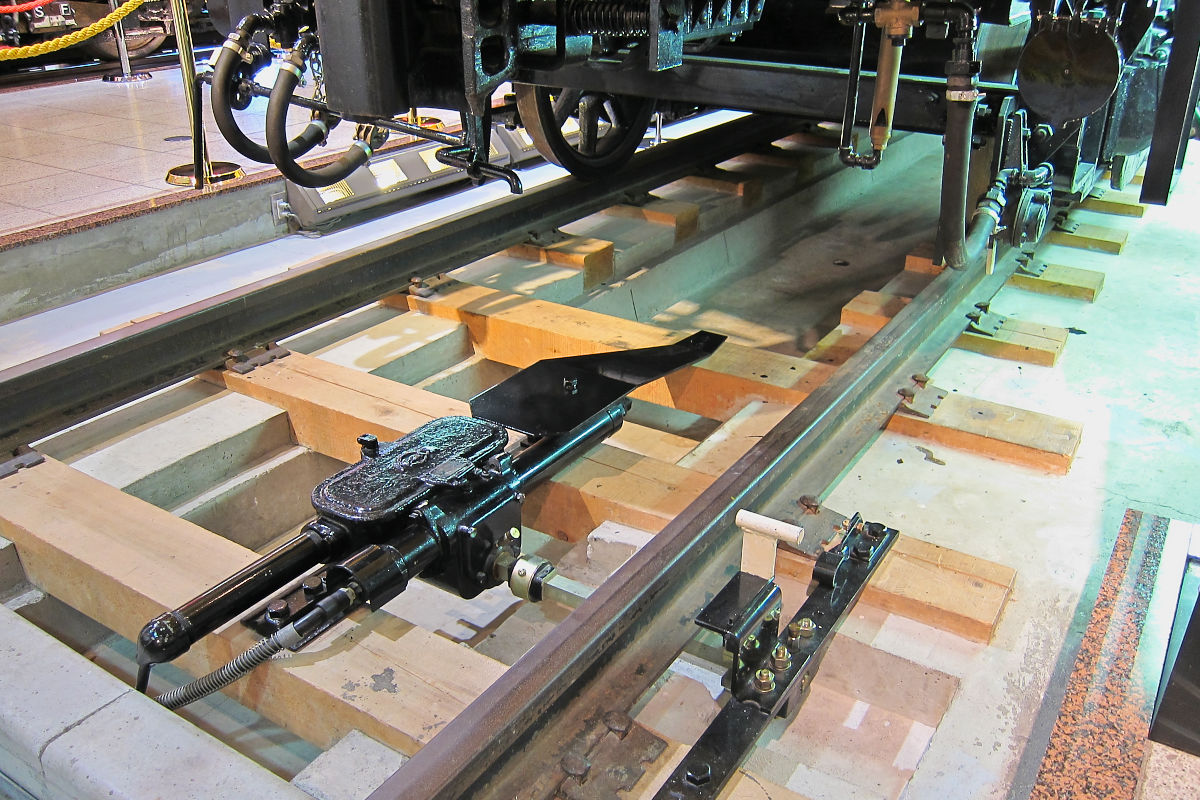
Устройство для автоматической остановки поезда